# История Брэндона Тины
«История Брэндона Тины» (англ. The Brandon Teena Story) — документальный фильм режиссёров Сьюзан Муска и Греты Олафсдоттир, посвящённый жизни и насильственной смерти трансгендерного мужчины Брендона Тины. Снят в США в 1998 году.

## Сюжет
Для своих девушек он был прекрасным принцем. Своим убийцам он показался извращенцем. То, что произошло с этим юношей, можно по праву назвать «Американской трагедией». Документальный фильм повествует о Брэндоне Тине — трансгендерном мужчине, который был убит в 1993 году в Небраске, США, после того, как знакомые узнали о его трансгендерности. Историю его жизни пересказывают родные, друзья; также предоставляются материалы уголовного дела и фотографии.

## Воспоминаниями делятся
- Джина Барту — девушка Брендона Тины (в его мужском воплощении)
- ДжоАнн Брэндон — мать Брендона Тины
- Тэмми Брэндон — сестра Брендона Тины
- Марвин Томас Ниссен — убийца Брендона Тины
- Джон Лоттер — убийца Брендона Тины

## Награды
- Премия «Тедди» Берлинского кинофестиваля (1998)[1]